# Trichocomaceae
Trichocomaceae là một họ nấm trong bộ Eurotiales. Các loài trong họ có phạm vi phân bố toàn cầu, rất thường gặp trong đất, và thường liên quan đến việc làm phân hủy thực vật và thức ăn. Họ này gồm một số chi nấm rất quen thuộc, ví dụ như Penicillium và Aspergillus.

## Các chi
- Aspergillus
- Byssochlamys
- Capsulotheca
- Chaetosartorya
- Chaetotheca
- Chromocleista
- Citromyces
- Cristaspora
- Dendrosphaera
- Dichlaena
- Dichotomomyces
- Edyuillia
- Emericella
- Erythrogymnotheca
- Eupenicillium
- Eurotium
- Fennellia
- Hamigera
- Hemicarpenteles
- Neocarpenteles
- Neopetromyces
- Neosartorya
- Paecilomyces
- Penicilliopsis
- Penicillium
- Petromyces
- Phialosimplex
- Rasamsonia
- Sagenoma
- Sagenomella
- Sclerocleista
- Sphaeromyces
- Stilbodendron
- Talaromyces
- Thermoascus
- Torulomyces[1][2]
- Trichocoma
- Warcupiella
- mitosporic Trichocomaceae